# Левыкин, Виктор Васильевич
Виктор Васильевич Левыкин — советский хозяйственный, государственный и политический деятель.

## Биография
Родился в 1913 году в деревне Левыкино. Член КПСС.
С 1932 года — на хозяйственной, общественной и политической работе. В 1932—1961 гг. — слесарь, инженер, начальник цеха, секретарь партийного комитета Завода имени Лихачёва в городе Москва, первый секретарь Пролетарского райкома ВКП(б) города Москвы, заместитель председателя, председатель Ждановского райисполкома города Москвы, начальник ГУВД исполкома Московского городского Совета, заместитель начальника управления Мосгорисполкома.
Делегат XXII съезда КПСС.
Умер после 1990 года.